# 多田勇太
多田 勇太（ただ ゆうた、1978年1月29日 - ）は、東北放送の元アナウンサー。

## 来歴
兵庫県西宮市出身。関西大学卒業。大学在学時にはアナウンススクールの生田教室に通っていた。
大学を卒業後、2001年に東北放送に入社。当時報道制作局に設けられていたアナウンス部に配属され、同期の根本美緒とともに同局のアナウンサーになる。
後に報道部へ異動。報道記者となり、『3.11みやぎホットライン』や『Nスタみやぎ』などでリポーターを務めていた。

## アナウンサー時代の担当番組

### テレビ番組
- ニュースの森 TBC[7]

### ラジオ番組
- ボリュームワイド モーレツ!!ともこ節 - ラジオカーリポーター[8]
- 午後はおまかせ 漢太のウキウキラジオ - ラジオカーリポーター[9]
- Chewin' Jam[10]
- 特報！ベガルタスタジアム[10]